# The Bookseller
The Bookseller é uma revista britânica que divulga notícias sobre o setor editorial. Philip Jones é editor-chefe da edição impressa semanal da revista e do site. A revista abriga o Prêmio Bookseller/Diagrama de Título Mais Estranho do Ano, um prêmio humorístico concedido anualmente ao livro com o título mais estranho. O prêmio é organizado pelo diarista do The Bookseller, Horace Bent, e foi administrado nos últimos anos pelo ex-vice-editor Joel Rickett e pelo ex-editor gráfico Philip Stone. We Love This Book é o site trimestral de consumidores irmãs e o boletim por e-mail.
A revista somente para assinaturas é lida por cerca de 30.000 pessoas por semana, em mais de 90 países, e contém as últimas notícias do mundo editorial e da venda de livros, análise aprofundada, pré-publicação de livros e entrevistas com autores. É a primeira publicação a publicar listas oficiais de best-sellers semanais no Reino Unido. Também criou o primeiro ranking de vendas de e-books do Reino Unido. O site é visitado por 160.000 usuários únicos a cada mês.
A revista também produz aproximadamente uma dúzia de promoções anualmente, incluindo seus Livros do ano e quatro "Guias dos compradores". The Bookseller também publica três jornais diários na London Book Fair anual, em abril, na Bologna Children's Book Fair e na Frankfurt Book Fair, em outubro.

## História
The Bookseller foi fundada por Joseph Whitaker, o primeiro editor da revista, em janeiro de 1858, e foi comercializado como "Um Manual de Literatura Britânica e Estrangeira". Seus filhos, Joseph Vernon Whitaker e George Herbert Whitaker assumiram o cargo de editor da The Bookseller em 1875 e 1895, respectivamente, com George Herbert Whitaker tomando a decisão em 1909 de mudar a revista de uma publicação mensal para uma semanal. No entanto, a Primeira Guerra Mundial interrompeu severamente a publicação e foi somente no final da década de 1920 que a revista retomou sua programação semanal. Em 1928, The Bookseller entrou em anos problemáticos, com a revista entrando em controle editorial conjunto entre a The Publishers Association e a Booksellers Association. Foi editado pelo presidente da Associação de Editores, Geoffrey S. Williams, e ficou conhecido como The Publisher and Bookseller. Contudo, a decisão não teve êxito e, em 1933, a decisão foi revertida, com a redação sendo concedida a Edmond Segrave - 28 anos na época. Ele permaneceu no comando por quase 40 anos.
Em 1945, ele contratou Philothea Thompson como sua assistente pessoal e, quando Edmond Segrave morreu em 1971, ela assumiu a administração da revista até 1976. David Whitaker entrou na revista da família em 1977 por pouco mais de dois anos, com Louis Baum assumindo responsabilidades editoriais em 1980. Sob Baum, a revista passou por mudanças radicais, com inúmeras alterações no design, culminando na decisão de se tornar uma publicação em cores no final dos anos 90. O autodenominado "diarista lendário", Horace Bent, fez sua primeira aparição durante esse período (embora "seu" Prêmio Bookseller/Diagrama de Título Mais Estranho do Ano tenha começado no final da década de 1970), enquanto a revista também começou a apresentar o primeiro Listas de best-sellers da Nielsen BookScan.
Em 1999, Nicholas Clee se tornou editor, meses antes de a revista ser vendida para uma divisão da Nielsen Business Media.

## Atualmente
Após o fim do Publishing News, a The Bookseller é a única revista impressa que publica semanalmente a indústria editorial, de livrarias e de bibliotecas do Reino Unido, embora a revista também inclua histórias frequentes, matérias e colunas do cenário internacional. Inúmeros nomes famosos do comércio de livros do Reino Unido contribuem para a revista através das colunas de opinião, incluindo Kate Mosse e Anthony Horowitz, enquanto o site oferece um fórum para que qualquer pessoa possa expressar suas opiniões sobre notícias e recursos relacionados ao comércio. Em 2010, a The Bookseller foi adquirido da Nielsen por seu então diretor administrativo, Nigel Roby, que a possui até hoje.